# 23 septembre dans les chemins de fer
23 août 23 octobre
Chronologies thématiques
- Croisades
- Sports
- Disney

Cette page concerne les événements qui se sont déroulés un 23 septembre dans les chemins de fer.

## Événements

### XXesiècle
- 1995. États-Unis : le Burlington Northern Railroad et le Santa Fe Railroad fusionnent pour former le Burlington Northern Santa Fe Railway (BNSF), l'une des sept compagnies de classe 1 en Amérique du Nord.

### XXIesiècle
- 2008 : Ouverture du salon InnoTrans, salon international de l'industrie ferroviaire, à Berlin (Allemagne)